# 甲基胂
甲基胂是一种有机砷化合物，化学式为CH3AsH2。它可由氯甲烷和砷二氢化钾反应制得：
CH3Cl + KAsH2 → CH3AsH2 + KCl
它和金属钾在液氨中反应，可以得到甲基砷氢化钾（CH3AsHK），它和溴化铵反应会重新生成甲基胂。甲基胂酸被硼氢化钠还原或甲基二氯化砷被氢化铝锂还原，都可以得到甲基胂。它和丙烯腈反应，可以得到二(氰乙基)甲基胂。